# San Sebastiano Curone
San Sebastiano Curone är en ort och kommun i provinsen Alessandria i regionen Piemonte i Italien. Kommunen hade 583 invånare (2018).